# Медковец (община)
Община Медковец се намира в Северозападна България и е една от съставните общини на Област Монтана.

## География

### Географско положение, граници, големина
Общината е разположена в северната част на Област Монтана. С площта си от 191,089 km2 е най-малката сред 11-те общините на областта, което съставлява 5,26% от територията на областта. Границите ѝ са следните:
- на север – община Лом;
- на изток и югоизток – община Якимово;
- на юг – община Монтана;
- на запад и северозапад – община Брусарци.

### Природни ресурси

#### Геоложка характеристика
В геоложко отношение е установено, че теренът на община Медковец е изграден от еднообразни квартерни глини, представляващи част от деградирали и овлажнени льосовидни глини, загубили характерните за льоса свойства. По дълбочина на профила са разкрити следните пластове характезиращи геоложката основа на района.

#### Релеф
Релефът на община Медковец е равнинен и слабо хълмист. Територията ѝ изцяло попада в пределите на Западната Дунавска равнина.
Тя е разположена в междуречието на реките Лом и Цибрица, като вододелът между двете реки е изместен в близост до долината на Лом. Поради тази причина като цяло наклонът на терена е от северозапад на югоизток, като най-високата ѝ точка от 212 m н.в. се намира в крайния югозапад, западно от село Сливовик. Най-ниската точка – 61 m н.в. се намира западно от село Аспарухово, където землището на селото опира в коритото на река Лом.

#### Води
В най-южната част на общината, в землището на село Сливовик, на протежение от 4 – 5 km преминава малък участък от горното течение на река Цибър (ляв приток на Цибрица). В останалата ѝ част няма постоянно течащи води. На множеството сухи дерета, в които през пролетния сезон протичат временни водотоци са изградени няколко микроязовира („Червен бряг“, „Слатина“, „Козоровец“, „Сврача бара“, „Гръгоровото“, „Яза“ и др.), водите на които се използват за напояване.

#### Климат
общината има умерено континентален климат. Далечните, но високо простиращи се линейни орографски бариери – Карпатите и Стара планина, предизвикват значителна трансформация на нахлуващите откъм северозапад влажни океански въздушни маси и преминаващите през студеното полугодие, студени континентални въздушни маси, които определят коренно различен климатообразуващ ефект. Характерна е добре изразената валежна сянка и средно годишните валежи са под 500 l/m2. Режимът на валежите е с подчертан късно пролетен (юнски) максимум и зимен (февруарски) минимум и изразената тенденция за балансиране на сезонните валежни суми. В Западната Дунавска равнина средно годишните валежни количества са значително по-големи от средно годишната валежна сума за цялата страна. Този факт се обяснява с преобладаването на северозападния въздушен пренос и с постепенното намаляване на значително обеднелите на влага океански въздушни маси. Сравнително висока е средната януарска температура -1,6 °C, а средно юлската е 23 °C. Средната годишна температура за района е 9 – 10 °C. Снежната покривка се задържа 50 до 80 дни през годината, а средната ѝ височина е 10 – 20 см. Броят на засушаванията с продължителност 10 и над 10 дни за периода април-октомври е 4,5 – 5 дни. Средна скорост на вятъра в 85% от случаите на наблюденията е под 2 m/sec, в 42,7% времето през годината е тихо – през есента това е 51%, а през лятото 32,7%. Преобладаващи са западни и северозападни ветрове.

#### Почви
Почвената покривка е относително еднообразна и е представена от три групи почви. Около 30% от територията на общината е заета от карбонатни черноземи, около 60% – от излужени черноземи, а останалите 10% са ливадни почви.

## Население

### Населени места
Общината има 5 населени места с общо население 3085 жители към 7 септември 2021 г.
| Населено място (Старо име)                                              | Преброяване (от септември 2021) | По настоящ адрес (ГРАО от 15 септември 2024) | Площ (km²) | Гъстота (д/km²) |
| ----------------------------------------------------------------------- | ------------------------------- | -------------------------------------------- | ---------- | --------------- |
| Аспарухово (Кърки жаба)                                                 | 448                             | 525                                          | 20,416     | 25.72           |
| Медковец (Метковец)                                                     | 1409                            | 1546                                         | 81,697     | 18.92           |
| Пишурка (Бъз къръ)                                                      | 91                              | 75                                           | 6,278      | 11.95           |
| Расово                                                                  | 874                             | 996                                          | 46,413     | 21.46           |
| Сливовик                                                                | 263                             | 445                                          | 36,285     | 12.26           |
| Общо за общината:                                                       | 3085                            | 3587                                         | 191,09     | 18.77           |
| Населените места с кмет са със зелен фон, а тези без кметство – с жълт. |                                 |                                              |            |                 |

### Население (1934 – 2021)
| Община Медковец                               | Община Медковец | Община Медковец | Община Медковец | Община Медковец | Община Медковец | Община Медковец | Община Медковец | Община Медковец | Община Медковец | Община Медковец | Община Медковец |
| --------------------------------------------- | --------------- | --------------- | --------------- | --------------- | --------------- | --------------- | --------------- | --------------- | --------------- | --------------- | --------------- |
| Година                                        | 1934            | 1946            | 1956            | 1965            | 1975            | 1985            | 1992            | 2001            | 2011            | 2021            |                 |
| Население                                     | 12110           | 12746           | 12548           | 11229           | 9463            | 7687            | 6855            | 5661            | 4029            | 3085            |                 |
| Източници: Национален Статистически Институт, |                 |                 |                 |                 |                 |                 |                 |                 |                 |                 |                 |

### Възрастов състав
| Население по възрастови групи към септември 2021 година | Население по възрастови групи към септември 2021 година | Население по възрастови групи към септември 2021 година | Население по възрастови групи към септември 2021 година | Население по възрастови групи към септември 2021 година | Население по възрастови групи към септември 2021 година | Население по възрастови групи към септември 2021 година | Население по възрастови групи към септември 2021 година | Население по възрастови групи към септември 2021 година | Население по възрастови групи към септември 2021 година | Население по възрастови групи към септември 2021 година | Население по възрастови групи към септември 2021 година | Население по възрастови групи към септември 2021 година | Население по възрастови групи към септември 2021 година | Население по възрастови групи към септември 2021 година | Население по възрастови групи към септември 2021 година | Население по възрастови групи към септември 2021 година | Население по възрастови групи към септември 2021 година | Население по възрастови групи към септември 2021 година |
| ------------------------------------------------------- | ------------------------------------------------------- | ------------------------------------------------------- | ------------------------------------------------------- | ------------------------------------------------------- | ------------------------------------------------------- | ------------------------------------------------------- | ------------------------------------------------------- | ------------------------------------------------------- | ------------------------------------------------------- | ------------------------------------------------------- | ------------------------------------------------------- | ------------------------------------------------------- | ------------------------------------------------------- | ------------------------------------------------------- | ------------------------------------------------------- | ------------------------------------------------------- | ------------------------------------------------------- | ------------------------------------------------------- |
| Общо                                                    | 0 – 4                                                   | 5 – 9                                                   | 10 – 14                                                 | 15 – 19                                                 | 20 – 24                                                 | 25 – 29                                                 | 30 – 34                                                 | 35 – 39                                                 | 40 – 44                                                 | 45 – 49                                                 | 50 – 54                                                 | 55 – 59                                                 | 60 – 64                                                 | 65 – 69                                                 | 70 – 74                                                 | 75 – 79                                                 | 80 – 84                                                 | 85+                                                     |
| 3085                                                    | 130                                                     | 146                                                     | 138                                                     | 137                                                     | 117                                                     | 96                                                      | 133                                                     | 122                                                     | 173                                                     | 194                                                     | 192                                                     | 216                                                     | 239                                                     | 243                                                     | 300                                                     | 213                                                     | 160                                                     | 136                                                     |

### Етнически състав
| Етноси в община Медковец (2021) | Етноси в община Медковец (2021) | Етноси в община Медковец (2021) | Етноси в община Медковец (2021) | Етноси в община Медковец (2021) |
| ------------------------------- | ------------------------------- | ------------------------------- | ------------------------------- | ------------------------------- |
| Етническа група                 |                                 |                                 | процент                         |                                 |
| българи                         | българи                         |                                 | 80.53%                          | 80.53%                          |
| цигани                          | цигани                          |                                 | 19.09%                          | 19.09%                          |
| турци                           | турци                           |                                 | 0.14%                           | 0.14%                           |
| други и неопределени            | други и неопределени            |                                 | 0.58%                           | 0.58%                           |

Етнически групи към 2021 година:
- българи: 2345
- цигани: 556
- турци: 4
- други: 5
- неопределени: 17
- служебно преброени (данни, взети от административни източници): 173

## Административно-териториални промени
- МЗ № 2820/обн. 14 август 1934 г. – преименува м. Бъз къръ на м. Пишурка;
- МЗ № 1689/обн. 27 септември 1937 г. – преименува с. Кърки жаба на с. Аспарухово;
- МЗ № 1380/обн. 1 юни 1939 г. – признава м. Пишурка за с. Пишурка;
- през 1965 г. – осъвременено е името на с. Метковец на с. Медковец без административен акт.

## Политика
- 2003 – Венцислав Кудкудейски (БСП) печели на втори тур с 61% срещу Горан Бонов (НДСВ).
- 1999 – Венцислав Кудкудейски (БСП) печели на втори тур с 57% срещу Кирил Стоичков (СДС).
- 1995 – Венцислав Кудкудейски (Предизборна коалиция БСП, БЗНС Александър Стамболийски, ПК Екогласност) печели на първи тур със 71% срещу Иван Иванов (Народен съюз).

## Транспорт
През общината от югоизток на северозапад, на протежение от 10 km преминава участък от трасето на жп линията Мездра – Бойчиновци – Брусарци – Видин.
През общината преминават частично 2 пътя от Републиканската пътна мрежа на България с обща дължина 32,3 km:
- участък от 11,7 km от Републикански път II-81 (от km 127,8 до km 139,5);
- началният участък от 20,6 km от Републикански път III-8105 (от km 0 до km 20,6).

## Топографска карта
- Лист от карта K-34-11. Мащаб: 1 : 100 000.
- Лист от карта K-34-23. Мащаб: 1 : 100 000.